# マラディ州
マラディ州（マラディしゅう、フランス語: Région de Maradi）は、ニジェールの行政区画。
面積は約3.9万km2。
2011年の人口は約311.8万人。
ニジェールの州では最も人口が密集している州である。

州都はマラディ。

## 地理

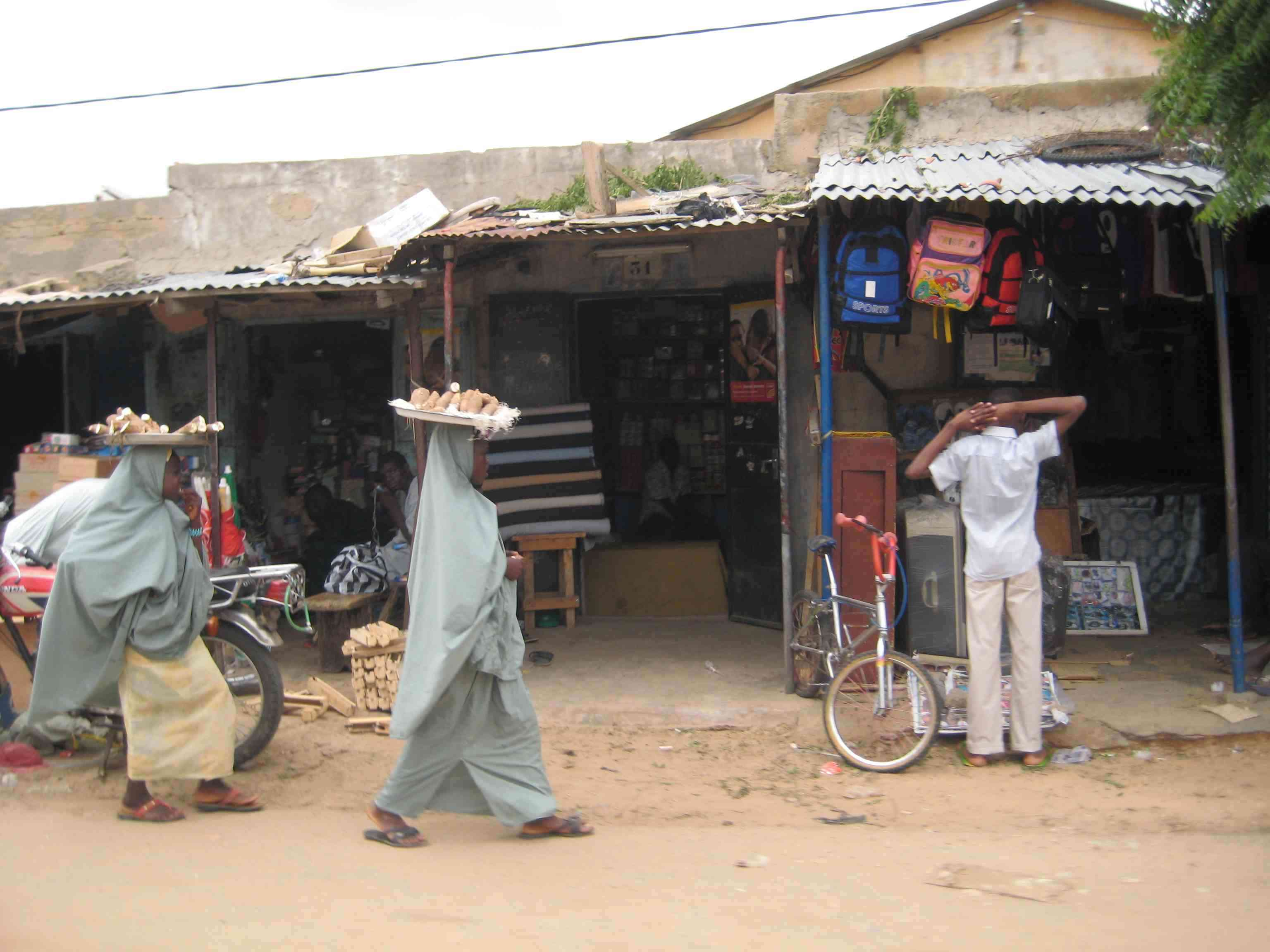
マラディ市内

マラディ州はニジェール南部に位置する州であり、南はナイジェリアと国境を接している。
州都のマラディ市はニアメから東へ『ニアメ-ザンデール道路』に沿って東へ約600kmの位置にあるニジェール第3の都市で、人口は約17.4万人(2008年)。

## 下部行政区画

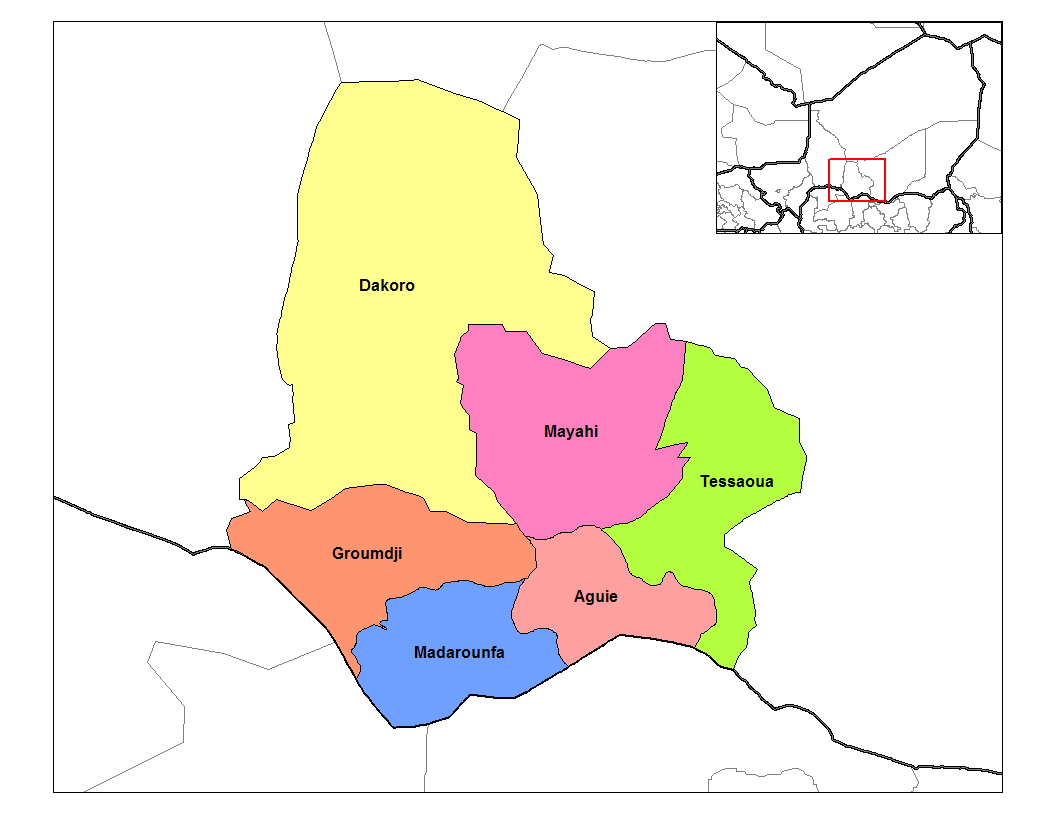
マラディ州の県

マラディ州は、6県（Département）に分かれている。
1. アギエ県（英語版） (Aguie)
2. ダコロ県（英語版） (Dakoro)
3. グルームジ県（英語版） (Groumdji)
4. マダルーンファ県（英語版） (Madarounfa)
5. マイヤイ県（英語版） (Mayahi)
6. テサウワ県（英語版） (Tessaoua)